# Fizică clasică
Fizica clasică cuprinde ramurile fizicii datând de dinainte de "revoluțiile" de la începutul secolului XX, datorate mecanicii cuantice și teoriei relativității. Fizica clasică, denumită și fizica newtoniană, se definește prin opoziție cu fizica modernă sau fizica secolului XX. Dezvoltări recente ale vechilor teorii din fizică se subsumează tot fizicii clasice, spre exemplu noi descoperiri în fizica fluidelor sau electromagnetism.
Un statut ambiguu îl au ramuri ale fizicii care derivă din discipline "clasice" dar prezintă aspecte calitativ noi. Un astfel de exemplu îl constituie teoria haosului ("chaos theory"), care reprezintă o extensie a mecanicii clasice, însă ale cărei idei sunt chintesențial moderne.